# Justicia brachystachya
Justicia brachystachya är en akantusväxtart som beskrevs av Thou. och Schult.. Justicia brachystachya ingår i släktet Justicia och familjen akantusväxter. Inga underarter finns listade i Catalogue of Life.